# Скелет (нежить)

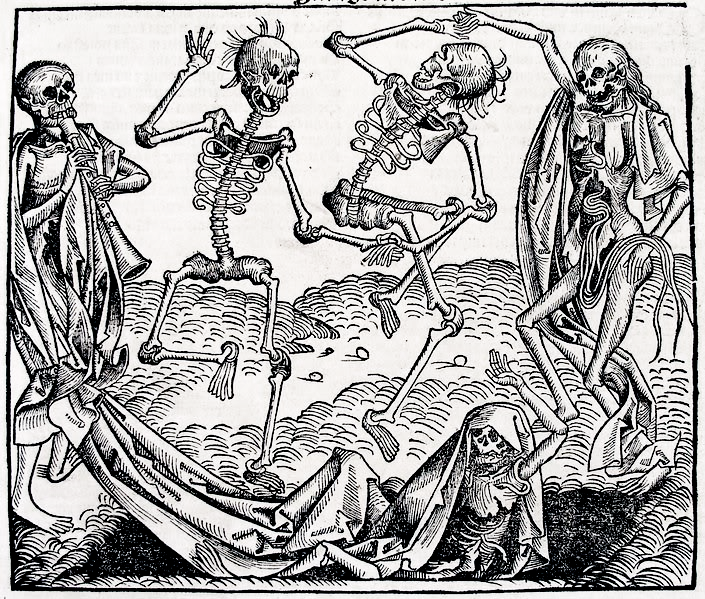
«Танец скелетов». Гравюра М. Вольгемута. 1493 г.

Ожи́вшие скеле́ты — разновидность материальной нежити, часто фигурирующей в произведениях фэнтези, готики и ужасах, а также в тематическом изобразительном искусстве. Как правило, речь идёт о человеческих скелетах, но иногда они принадлежат любым животным или расам с Земли или из вымышленного мира.

## В фольклоре
Ожившие человеческие скелеты воспринимались как олицетворение смерти в западной культуре со времён Средневековья под влиянием, вероятно, фрагмента из Книги Иезекииля, описывающего поле человеческих костей (Иез. 37:1). Мрачный жнец также часто изображается как закутанный в чёрный плащ скелет с косой и — иногда — песочными часами в руках. Создание такого образа приписывают Гансу Гольбейну. Смерть как один из библейских всадников Апокалипсиса также может изображаться как восседающий на коне скелет. На картине «Триумф смерти» Питера Брейгеля Старшего изображена армия скелетов, вторгающаяся в город и убивающая его жителей. В одной из сказок сказка братьев Гримм — «Сказка о том, кто ходил страху учиться» — мальчик по имени Ганс попадает в круг танцующих скелетов.

## День мёртвых

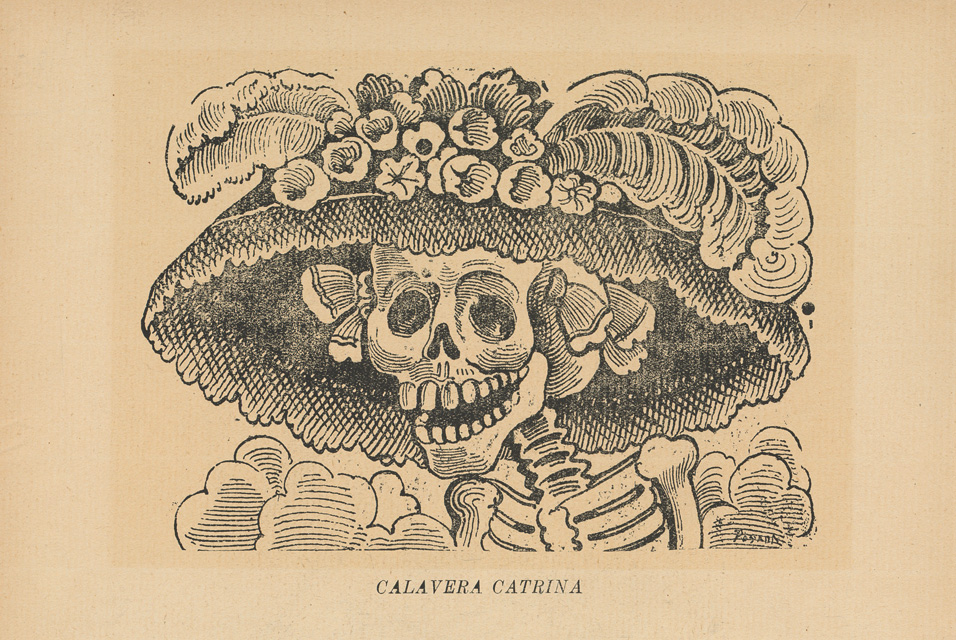
«Калавера Катрина», 1910 г.

Фигурки и изображения скелетов, занимающихся повседневными делами, распространены во время празднования Дня мёртвых в Мексике, где черепа, в отличие от общепринятого европейского восприятия, символизируют жизнь. Красиво украшенные леденцы в форме черепов стали одним из самых узнаваемых элементов праздника. В Мексике они известны как калака (исп. Calaca), термин, означающий на мексиканском испанском «скелет». Современная ассоциация между изображениями оживших скелетов и Днём мертвых была вдохновлена гравюрой «Калавера Катрина», созданной мексиканским карикатуристом Хосе Гуадалупе Посадой в 1910-х годах и опубликованной посмертно в 1930 году. Первоначальным замыслом картины была сатира на мексиканских женщин, которые стыдились своего коренного происхождения и одевались в подражание французскому стилю, наносили сильный макияж, чтобы их кожа выглядела белее, позже она стала более общим символом тщеславия. В течение XX века гравюра закрепилась в мексиканском сознании и стала национальной иконой, часто изображаемой в народном творчестве.

## В произведениях современной культуры
Образ оживших скелетов широко используется в ролевых настольных и компьютерных играх жанра фэнтези. По традиции, восходящей к классической настольной игре Dungeons & Dragons, обычно этот тип нежити играет роль низкоуровневого противника, которого игроку легко победить в бою. Скелеты зачастую появляются в игровом процессе относительно рано и считаются подходящими противниками для начинающих игроков. Как правило скелеты в играх вооружены средневековым холодным оружием и иногда носят доспехи. В некоторых случаях также могут быть представлены варианты более высоких уровней с повышенной физической устойчивостью или развитыми боевыми качествами, или даже возможностью использовать магические навыки. Таким образом, ожившие скелеты или их вариации являются неотъемлемым типом персонажей-нежити в самых разных фэнтези-сеттингах, от Dungeons & Dragons, Heroes of Might and Magic и Warcraft до Minecraft и Terraria.
В кинематографе скелеты не столь популярны, в отличие от зомби, вампиров или привидений. Тем не менее, они эпизодически появляются в таких фильмах как «Седьмое путешествие Синдбада», «Ясон и аргонавты», «Армия тьмы» и некоторых других.